# Aprilia RS4 125
Die Aprilia RS4 125 ist ein Leichtkraftrad/Supersportler des italienischen Motorradherstellers Aprilia, der zur Piaggio-Gruppe gehört. Sie ist ein Ableger der Rennmaschine des Aprilia-Werksteams, das in zahlreichen 125er-Klassen erfolgreich vertreten war. Sie ist vollverkleidet und zählt zu den 125-cm³-Supersportlern.
Die RS4 löste 2011 die RS 125 ab. Gemäß dem Ziel Aprilias, die Produktion von Zweitaktmotoren einzustellen, hat dieses Leichtkraftrad einen einzylindrigen Viertaktmotor mit 125 cm³ Hubraum.

## Technik
Die RS4 ist mit dem aufpreispflichtigen, von der RSV4 abgeleiteten „Quick-Shift-System“ lieferbar, das es dem Fahrer ermöglicht, beim Beschleunigen schneller hochzuschalten, ohne die Kupplung zu betätigen.